# Bruce Beaver
Victor Bruce Beaver (Manly, Australia, 14 de febrero de 1928-Australia, 17 de febrero de 2004) fue un poeta australiano.

## Síntesis biográfica
Beaver nació en Manly, un suburbio de Sídney en Nueva Gales del Sur.  Se educó en la escuela pública de su ciudad natal y posteriormente en la Sydney Boys' High School. Trabajó en varios empleos, como vaquero, en radio, como liquidador de sueldos, cosechador de fruta, corrector de pruebas y periodista antes de decidirse a escribir a tiempo completo. Desde 1958 hasta 1962 vivió en Nueva Zelandia y en las Islas Norfolk. 

## Obra
En 1961 se publicó su primer libro de poesías: escribió su primer poema en respuesta al lanzamiento de la bomba atómica sobre Hiroshima, y continuó escribiendo aún mientras trabajaba como jornalero. Gracias a su casamiento pudo ser un escritor de tiempo completo. Aún sufriendo de trastorno bipolar, Beaver escribió hasta el año de su muerte, en 2004.
Cuando se le preguntó a Dorothy Porter por su libro favorito, mencionó a Bruce Beaver con estas palabras:

«Bruce Beaver es uno de los poetas mas grandes y mágicos de Australia. He llevado su libro Charmed Lives en mi equipaje como un amuleto. Su poesía es punzante, discursiva, salvaje, turbadora,sabia y muy divertida. Charmed Lives no está disponible en las librerías. No debería ser así.»
Dorothy Porter

### Cartas a poetas vivos
«Cartas a poetas vivos», posiblemente uno de los libros de poesía de mayor éxito de Beaver fue publicado en 1961. El libro comienza con un poema al poeta neoyorquino Frank o'Hara:
| Writing to you ... sends the president parliament’s head on a platter; | Me dirijo a Ud.....envía la cabeza del presidente del parlamento sobre una bandeja; |
| writes Vietnam like a huge four-letter                                 | escribe a Vietnam descomunal cuatro letras                                          |
| word in blood and faeces on the walls                                  | palabras en la sangre y heces en los muros                                          |
| of government; reminds me when                                         | del gobierno: recuerda cuando                                                       |
| the intricate machine stalls                                           | la intrincada máquina estalle                                                       |
| there’s a poet still living at this address.                           | que hay un poeta viviendo todavía en este domicilio.                                |

## Premios y reconocimientos
- 1970: Premio de poesía Grace Leven (por Cartas a poetas vivos)
- 1982: Premio Patrick White
- 1990: New South Wales Premier's Literary Awards
- 1995: Premio de poesía C. J. Dennis (por Ánima y otros poemas)

### Poesía
- Under the Bridge (1961) Sydney: Beaujon Press.
- Seawall and Shoreline (1964) Sydney: South Head Press.
- Open at Random (1967) Sydney: South Head Press.
- Letters to Live Poets (1969) Sydney: South Head Press. ISBN 0901760013
- Lauds and plaints : poems (1968-1972) (1974) Sydney: South Head Press.
- Odes and Days (1975) Sydney: South Head Press. ISBN 0901760153
- Death's Directives (1978) Sydney. New Poetry/Prism Books. ISBN 0858690225
- Headlands: Prose sketches (1986) St. Lucia: University of Queensland Press.
- Charmed lives (1988) St. Lucia: University of Queensland Press. ISBN 0702221414
- New and Selected Poems 1960-1990 (1991) St. Lucia: University of Queensland Press. ISBN 0702223387
- Anima and Other Poems (1994) St. Lucia: University of Queensland Press. ISBN 0702226122
- Poets and others (1999) Sydney: Brandl & Schlesinger.
- The Long Game and Other Poems (2005) St. Lucia: University of Queensland Press. ISBN 0702235091[4]

#### Autobriografía
- As it was ...  (1979) St. Lucia: University of Queensland Press. ISBN 0702212784

#### Novelas
- The Hot Summer (1963) Sydney: Horwitz.
- Hot Sands (1964) Sydney: Horwitz.
- The Hot Men (1965) Sydney: Horwitz.
- The Hot Spring (1965) Sydney: Horwitz.
- You Can't Come Back (1966) Adelaide: Rigby. ISBN 186302140X